# طوطی زرین‌شانه
طوطی زرین‌شانه (نام علمی: Psephotellus chrysopterygius) نام یک گونه از خانواده طوطیان سبز است.